# Launi Meili
Launi Meili (n. 4 iunie 1963, Spokane, Washington, SUA) este o trăgătoare de tir ce a reprezentat Statele Unite ale Americii, medaliată olimpică. A participat la o ediție a Jocurilor Olimpice (1992) în care a câștigat o medalie de aur.

## Participări
Lista de mai jos prezintă principalele competiții la care a participat Launi Meili de-a lungul carierei.
- shooting at the 1992 Summer Olympics – women's 50 metre rifle three positions[*]